# خلویسکا (شهرستان شدووویتس)
خلویسکا (به لهستانی:  Chlewiska) یک روستا در لهستان است که در گمینا خلویسکا واقع شده‌است. خلویسکا ۱٬۰۸۹ نفر جمعیت دارد و ۲۱۱ متر بالاتر از سطح دریا واقع شده‌است.